# Move and You're Dead
Move - and You're Dead is, volgens de originele uitzending, de twintigste aflevering van Thunderbirds, de Supermarionationtelevisieserie van Gerry Anderson. De aflevering werd voor het eerst uitgezonden op ATV Midlands op 10 februari 1966.
De aflevering was echter de 9e die geproduceerd werd. Derhalve wordt de aflevering tegenwoordig vaak als 9e aflevering in de serie uitgezonden.

## Verhaal
Alan Tracy staat doodstil op de steunbalk van een brug. Oma zit naast hem. Op het wegdek onder hen rijdt een auto weg. Tussen Alan en Oma staat een metalen kastje, en onder het wegdek zit een ander apparaat. Alan herinnert oma eraan niet te bewegen, omdat anders “de bom” ontploft. Hij slaagt erin zijn arm naar zijn gezicht te bewegen zonder de bom af te laten gaan, en kan met de zender in zijn horloge International Rescue oproepen. Hij verklaart de situatie, waarna Scott, Virgil en Brains vertrekken in Thunderbird  1 en 2. Om ondertussen te voorkomen dat Alan flauwvalt door de hitte vraagt Jeff hem te vertellen wat er gebeurd is:
Het begon toen Alan door Virgil en Tin-Tin naar het Parola Zandracecircuit werd gebracht. Alan had besloten weer eens mee te doen aan een autorace (wat voordat hij bij International Rescue ging werken zijn vaste werk was), en daarbij een nieuwe auto van Brains uit te testen. Alan parkeerde de auto in de Parola-parkeergarage (waar auto’s met een speciale lift boven elkaar op platformen worden geplaatst) en zocht zijn oude vriend Kenny Malone op in de bar. Ook Alans oude rivaal, Victor Gomez, en diens partner, Johnny Gillespie, waren aanwezig. De twee waren duidelijk niet blij met Alans terugkeer in de racewereld.
De volgende dag was de grote race, met Alan en Gomez op kop. Tijdens een nek-aan-nekrace probeerde Gomez Alan van de weg te duwen, maar Alan wist dit te voorkomen en won. Woedend over hun nederlaag besloten Gomez en Gillespie zich voorgoed van Alan te ontdoen. Hun eerste aanslag vond plaats in de parkeergarage. Toen Alan met Oma aan het bellen was, drongen Gomez en Gillespie de controleruimte van de lift binnen en probeerden een auto op de telefooncel te gooien. De aanslag mislukte doordat Alan op tijd kon ontkomen.
Alan haalde Oma op bij haar huis omdat ze ook op Tracy Eiland zou gaan wonen. Samen waren ze op weg naar de afgesproken plek waar Thunderbird 2 hen op zou komen halen. Ze kwamen een wegblokkade tegen en namen dus de zijweg. Dit bleek een val te zijn van Gomez en Gillespie. Onder bedreiging van een pistool dwongen ze de twee naar de verlaten brug, die pas over enkele weken open zou gaan voor publiek, te rijden. Gomez wilde de bouwplannen van de auto, maar Alan had die niet. Gillespie dwong Alan en oma via een ladder naar een van de steunbalken boven het wegdek te klimmen, met een bewegingssensor (het kastje naast Alan). Hij maakte bekend dat onder het wegdek een bom zit. Deze zou om precies 1 uur 's middags ontploffen, maar eerder afgaan indien de sensor beweging van Alan of Oma registreerde. De twee vertrokken met Alans auto, en lieten hun slachtoffers achter (wat ook in de openingsscène te zien was).
In Thunderbird 2 bekijkt Brains de bouwplannen van de brug en besluit op veilige afstand te landen zodat de bewegingssensor niet de beweging van Thunderbird 2 registreert. Alan heeft het ondertussen duidelijk moeilijk en kan geen antwoord geven op Scotts vraag hoe ver het bereik van de sensor is. Na aankomst van Thunderbird 2 laad Brains de Neutralizer Tractor uit. Hiermee kan hij op afstand de sensor uitschakelen. Vervolgens rijdt Virgil met de Jet Air Transporter, een machine die een sterke opwaartse luchtstroom creëert, de brug op. Alan en Oma vallen/springen van de steunbalk en worden door de luchtstroom opgevangen. Het drietal weet de brug net te verlaten voordat de bom afgaat.
Ondertussen achtervolgt Scott in Thunderbird 1 Gomez en Gillespie en lost een waarschuwingsschot. Gomez wil hier gehoor aan geven en stoppen, maar Gillespie wil doorrijden. De twee krijgen ruzie en proberen beide het stuur te grijpen. De auto vliegt van de weg. Het lot van de twee mannen is niet bekend.
Terug op Tracy Eiland maakt Virgil een schilderij van Alan en zijn nieuwe racetrofee. Scott is onder de indruk, maar Alan niet. Virgil heeft er namelijk een bizar “moderne kunst”-schilderij van gemaakt. Wanneer Virgil en Scott plaatsnemen op de bank, start Alan de lanceerprocedure van Thunderbird 3 en stuurt beide naar de hangar van Thunderbird 3.

## Rolverdeling

### Reguliere stemacteurs
- Jeff Tracy — Peter Dyneley
- Scott Tracy — Shane Rimmer
- Virgil Tracy — David Holliday
- Alan Tracy — Matt Zimmerman
- Gordon Tracy — David Graham
- Oma Tracy — Christine Finn
- Brains — David Graham
- Tin-Tin — Christine Finn

### Gastrollen
- Victor Gomez — David Graham
- Johnny Gillespie — Ray Barrett
- Kenny Malone — Ray Barrett
- Billy Billoxi — Matt Zimmerman
- Parola Sands Omroeper — Ray Barrett
- Tijdregistrator — David Holliday
- Parola Sands Page — Sylvia Anderson

## Machines
De machines en voertuigen in deze aflevering zijn:
- Thunderbird 1
- Thunderbird 2 (met capsules 1 en 5)
- Neutraliser Tractor
- Jet Air Transporter
- BR2 Raceauto

## Fouten
- Wanneer Alan Jeff oproept zit die achter zijn bureau, maar kort daarna opeens óp zijn bureau.
- Wanneer Alan Oma belt staan bij de close-up van het videofoontoetsenbord de letters aan de linkerkant en de cijfers aan de rechterkant. Bij de volgende scène staan ze opeens andersom.
- Alans live-actionhand is veel donkerder en hariger dan zijn pophand.

## Trivia
- Move - and You're Dead is de enige aflevering waarin Oma’s huis te zien is.
- In deze aflevering verlaat Oma haar huis en verhuist naar Tracy Eiland. Dus zou Move - and You're Dead zich eerder afspelen dan alle andere afleveringen waarin ze te zien is of genoemd wordt (waaronder Sun Probe, The Uninvited, The Mighty Atom, Vault of Death en Operation Crash-Dive).